# Saukarainen
Saukarainen är en kulle i Finland.   Den ligger i den ekonomiska regionen  Fjäll-Lappland  och landskapet Lappland, i den norra delen av landet, 900 km norr om huvudstaden Helsingfors. Toppen på Saukarainen är 430 meter över havet.
Terrängen runt Saukarainen är huvudsakligen platt.  Trakten runt Saukarainen är nära nog obefolkad, med mindre än två invånare per kvadratkilometer. Omgivningarna runt Saukarainen är i huvudsak ett öppet busklandskap.